# Copa Paulista de Futebol de 2012
A Copa Paulista de Futebol de 2012, denominada Copa Paulista de Futebol "Heróis de 1932" em homenagem ao octogésimo aniversário da Revolta Constitucionalista de 1932, foi a 18.ª edição da competição. A Copa Paulista é o segundo torneio em importância a ser organizado pela Federação Paulista de Futebol. O intuito desse campeonato é ocupar durante o segundo semestre times que não tiveram sucesso ao longo da temporada, ou querem exercitar seu time reserva (no caso dos "grandes").
Em 2012, a competição dará o direito ao campeão de disputar a Copa do Brasil de 2013.

## Critérios de participação
Têm vaga assegurada:
- Os 12 primeiros classificados da Série A1.
- Os 11 primeiros classificados da Série A2.
- Os 09 primeiros classificados da Série A3.
- Em caso de desistência, preenche a vaga o clube na classificação subsequente.
- Não poderão participar do campeonato as equipes rebaixadas da Série A3 de 2012 para a Série B de 2013.

OBS.: Estes critérios descritos acima podem variar.